# Armiamoci e partite

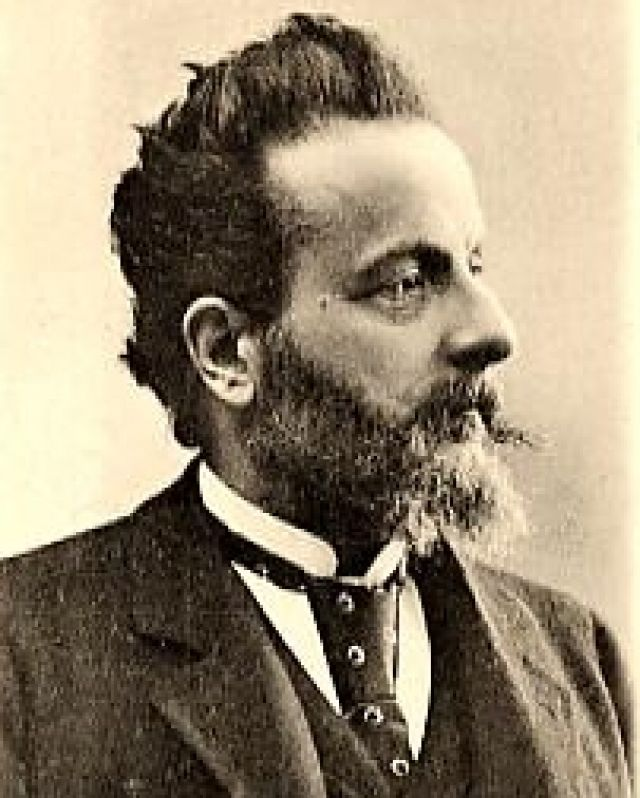
Olindo Guerrini fece uso dell'esortazione nelle sue Rime di Argia Sbolenfi del 1897

Armiamoci e partite è una frase proverbiale della lingua italiana, utilizzata per sottolineare e stigmatizzare, in maniera icastica e aforistica, l'atteggiamento di chi si sottrae ai rischi di un'azione da lui stesso promossa o perorata, pur esortando gli altri a intraprenderla.

## Origine

Mussolini negli anni dieci, quando la sua foga interventista fu derisa con "Armiamoci e partite!"

L'uso ironico e caricaturale della frase è già attestato nell'edizione del 1891 del Nòvo dizionàrio universale della Lingua Italiana di Policarpo Petrocchi che la registra nella fraseologia del lemma "partire".
Se ne conosce un uso letterario nella poesia Agli Eroissimi del poeta ravennate Olindo Guerrini, che la inserì nelle Rime di Argia Sbolenfi, una silloge pubblicata nel 1897 con lo pseudonimo di Lorenzo Stecchetti.
L'opera fu composta per dileggiare la retorica militarista e divenne subito molto popolare nel clima di forte polemica che aveva portato alle dimissioni del governo Crispi, il 10 marzo 1896, in seguito alla disfatta militare nella battaglia di Adua e al successivo umiliante trattato di Addis Abeba, nel corso della guerra d'Abissinia.

## Uso
La frase è spesso usata in un registro linguistico ironico o caricaturale, associandola a un atteggiamento esibito da alcune personalità.

Benito Mussolini in uniforme da bersagliere nel 1915.

Il "vizio" caratteriale sotteso alla frase viene a volte considerato, al pari del tengo famiglia, come un tratto comportamentale tipico dell'italiano medio. Essa anzi, secondo Bruno Maier, assurge perfino a «emblema o [...] parola d'ordine stessa della furberia italiana»: questo fenomeno, secondo Maier, sarebbe evidente nel primo dopoguerra, quando la frase iniziò a circolare insistentemente, in un periodo in cui l'italiano medio si trovò a dover districarsi tra guerra coloniale in Etiopia, partecipazione alla guerra civile spagnola, e intervento nella seconda guerra mondiale.

### La polemica neutralista contro la retorica interventista di Benito Mussolini
Soprattutto per l'orchestrazione di Giacinto Menotti Serrati, la frase imperversò come un tormentone nella campagna che socialisti e neutralisti misero in atto contro la retorica interventista di Benito Mussolini circa l'opportunità dell'impegno bellico diretto dell'Italia nella Grande Guerra.
Nelle intenzioni di Menotti Serrati e dei neutralisti, l'«armiamoci e partite!» voleva mettere alla berlina Mussolini accostandolo, attraverso questo fittizio slogan, alla figura caricaturale ritratta nella poesia di Olindo Guerrini. Nel caso specifico, il dileggio si rivelò improprio, visto che Mussolini chiese di partire volontario e, in seguito, venne arruolato come soldato semplice nei Bersaglieri, partecipando al conflitto e rimanendo gravemente ferito. La frase, tuttavia, venne utilizzata durante il ventennio fascista per stigmatizzare l'atteggiamento di gerarchi, federali e propagandisti che, al sicuro delle loro posizioni nel Partito Nazionale Fascista, incitavano le folle di giovani all'arruolamento nelle imprese belliche del regime

## Film
La fortuna letteraria dell'espressione è testimoniata anche dagli spunti comici che ha ispirato in alcuni film italiani.

Da destra a sinistra: Totò, Nino Taranto e Nino Marchetti in Totò contro Maciste del 1962

### Titoli
Due film prendono il loro titolo dalla frase:
- Armiamoci e... partite!, film muto del 1915, diretto da Camillo De Riso e interpretato, tra gli altri, da Arnaldo Arnaldi, Tranquillo Bianco ed Emilio Petacci[6].
- Armiamoci e partite!, del 1971, diretto da Nando Cicero e interpretato da Franco Franchi e Ciccio Ingrassia.

### Citazione inTotò contro Maciste
L'esortazione è pronunciata da Totò nel film Totò contro Maciste del 1962, con intento parodistico nei confronti dello stile e della retorica militaresca, quando, nelle vesti di Totokamen, in un'allocuzione al popolo di Tebe, imbeccato da Nino Taranto (alias Tarantenkamen), si rivolge con voce stentorea al suo esercito:
(Totò in Totò contro Maciste)